# توموکی فوجیساکی
توموکی فوجیساکی (انگلیسی: Tomoki Fujisaki؛ زادهٔ ۱۹ سپتامبر ۱۹۹۴) بازیکن فوتبال اهل ژاپن است.